# Lithodraba mendocinensis
Lithodraba mendocinensis är en korsblommig växtart som först beskrevs av Lucien Leon Hauman, och fick sitt nu gällande namn av Osvaldo Boelcke. Lithodraba mendocinensis ingår i släktet Lithodraba och familjen korsblommiga växter. Inga underarter finns listade i Catalogue of Life.